# Scleroglossum crassifolium
Scleroglossum crassifolium är en stensöteväxtart som först beskrevs av Bak., och fick sitt nu gällande namn av Carl Frederik Albert Christensen. Scleroglossum crassifolium ingår i släktet Scleroglossum och familjen Polypodiaceae. Inga underarter finns listade.